# Glukuronska kiselina
Glukuronska kiselina (od grč. γλυκερός - „slatko“) je karboksilna kiselina sa hemijskom formulom 610O7. Njena struktura je slična glukozi. Međutim, na šestom atomu ugljenika glukoronske kiseline se nalazi funkcionalna grupa COOH koja joj daje osobine karboksilne kiseline.
Soli glukuronske kiseline se nazivaju glukuronati, a anjon 9O7− je glukuronatni jon.
Glukuronsku kiselinu treba razlikovati od glukonske kiseline jer je glukonska kiselina linearna a nastala je oksidacijom na različitom atomu ugljenika glukoze. Neka istraživanja su pokazala da glukuronska kiselina pokazuje blago alkoholne efekte pri često i obilatom pijenju čaja. Može se naći u fermentisanom piću poznatom pod imenom kombuha (kombucha).

## Funkcije
Glukuronska kiselina je veoma rastvorljiva u vodi. U organizmima ljudi i životinja obično je povezana sa ksenobiotičkim metabolizmom supstanci poput lekova, zagađivača, bilirubina, androgena, estrogena, mineralni kortikoida, glukokortikoida, derivata masnih kiselina, retinoida i žučnih kiselina. Ove veze uključuju O-glikozidne veze, a proces je poznat kao glukuronizacija. Ona se obično odvija u jetri, iako neki enzimi koji su odgovorni za njenu katalizaciju, poput UDP-glukuroniltransferaze, su pronađeni u svim značajnijim organima: srcu, bubrezima i gušterači. UDP-glukuronska kiselina (glukuronska kiselina vezana preko glikozinih veza na uridin difosfat) je intermedijarni proizvod ovog procesa a formira se u jetri.
Supstance koje nastaju putem glukuronacije nazivaju se glukuronidi (ili glukuronozidi). Ljudski organizam putem ovog procesa sačinjava različite supstance koje su više rastvorljive u vodi, te na taj način olakšava njihovu eliminaciju putem urina.

## Literatura
- Chiu SH, Huskey SW: Species differences in N-glucuronidation, Drug Metab. Dispos., vol. 26, 9. izdanje, 1998, pp. 838–47 abstract Архивирано на веб-сајту  (10. фебруар 2009)
- Kuehl GE, Murphy SE: N-glucuronidation of nicotine and cotinine by human liver microsomes and heterologously expressed UDP-glucuronosyltransferases, Drug Metab. Dispos., vol. 31, 11. izdanje, 2003, pp. 1361–8
- Kuehl GE, Murphy SE: N-glucuronidation of trans-3'-hydroxycotinine by human liver microsomes, Chem. Res. Toxicol., vol. 16, 12. izdanje, 2003, pp. 1502–6
- Benowitz NL, Perez-Stable EJ, Fong I, Modin G, Herrera B, Jacob P: Ethnic differences in N-glucuronidation of nicotine and cotinine, J. Pharmacol. Exp. Ther., vol. 291, 3. izdanje, 1999, pp. 1196–203 Članak na ucsf.edu
- Mannfred A Hollinger, Introduction to Pharmacology,  0-415-28033-8
- Chang, K. M.; McManus, K.; Greene, J.; Byrd, G. D., DeBethizy, J. D.: Glucuronidation as a metabolic pathway for nicotine metabolism, 1991
- Coffman B.L., King C.D., Rios G.R. i Tephly T.R.: The glucuronidation of opioids, other xenobiotics, and androgens by human